# Capra ibex
El íbice alpino o cabra salvaje de los Alpes (Capra ibex) es un bóvido de la subfamilia Caprinae presente únicamente en la cordillera de los Alpes. También pertenece a esta especie la cabra salvaje de Nubia y la asiática, aunque es más frecuente considerarlas especies separadas bajo los nombres de Capra nubiana y Capra sibirica. Otras especies emparentadas son la cabra montés (Capra pyrenaica) de España y la cabra bezoar (Capra aegagrus aegagrus) del Oriente Medio, de la que desciende la cabra doméstica.

## Descripción

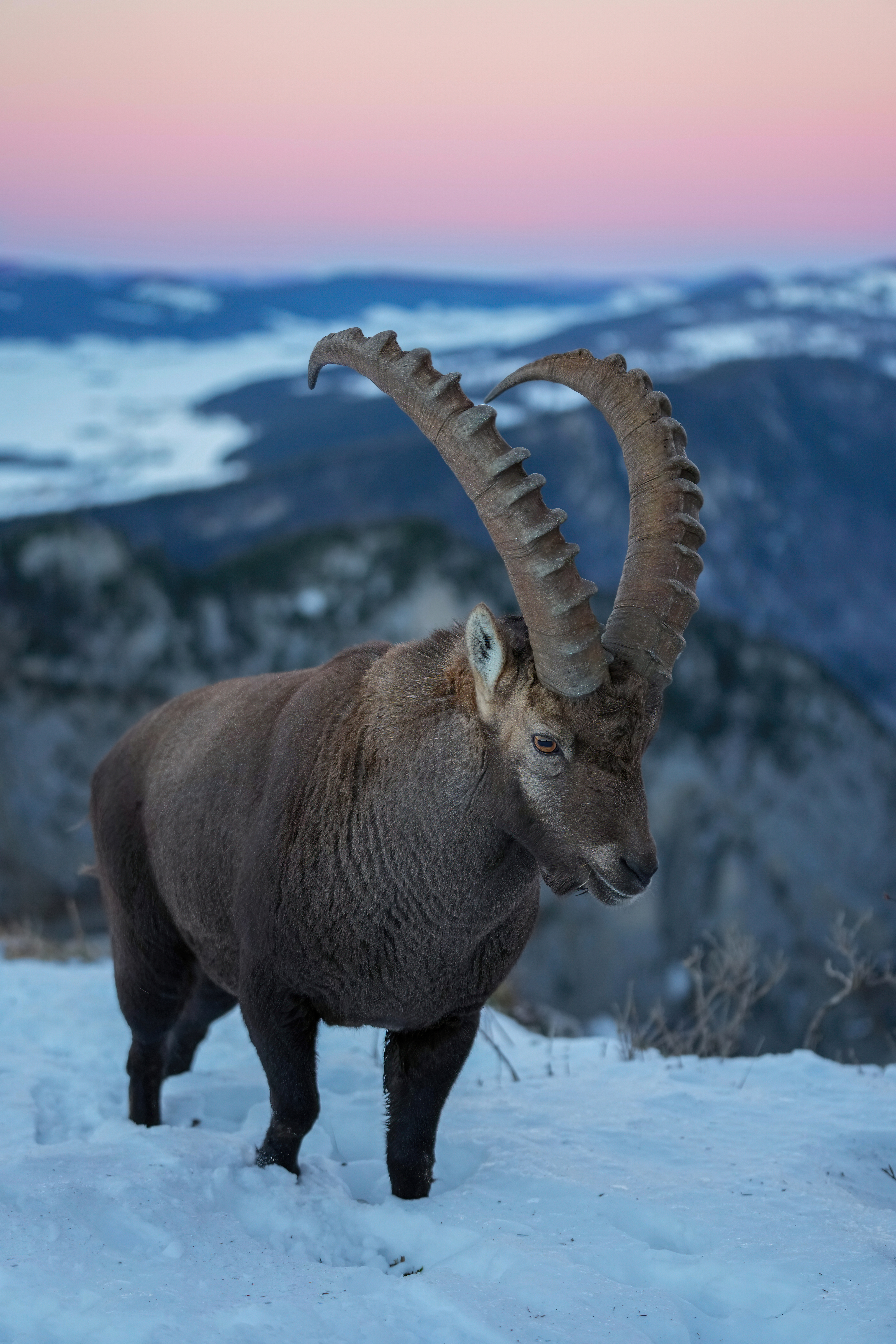
Macho en el cantón de Neuchâtel, Suiza.

Los machos, mayores que las hembras, pueden alcanzar un tamaño máximo de 170 centímetros de largo y 94 de altura en la cruz. El peso oscila entre los 40 kilos de las hembras pequeñas y jóvenes y los 120 que alcanzan algunos machos adultos.
El pelaje varía en longitud, densidad y color durante el año. Durante el verano, el abrigo es pardo amarillento con los flancos y cuello más claros y el vientre blanco, mientras que las patas son oscuras. A medida que se acerca el invierno, esta coloración torna a marrón oscuro y vuelve a aclararse a partir del comienzo de la primavera. Además de esto, los machos suelen ser más oscuros que las hembras, y los individuos viejos más que los jóvenes. 
La cola es corta (15-30 cm) y oscura, y las patas cortas y fuertes en relación con el resto del cuerpo. En el caso de los machos, existe una barba corta en la garganta de unos 6 centímetros de largo y solo apreciable en invierno, y unos cuernos largos que se curvan hacia atrás, aunque no están tan desarrollados como en otras especies emparentadas. Las hembras también poseen cuernos, pero muchísimo menos desarrollados que los de los machos, que son casi el triple de largos (unos 100 cm) que los de ellas (35 cm como máximo). Por el dorso del cuerpo no discurre ninguna raya anguliforme de modo claro.

## Hábitos
La especie es diurna, manteniendo el grueso de su actividad en las primeras y últimas horas del día. Las horas más calurosas del mediodía suelen pasarlas descansando a la sombra de las rocas. En su búsqueda de pastos, los íbices demuestran tener un paso seguro sobre cuestas empinadas y resbaladizas, sobre todo cuando se hielan en invierno. Incluso saltan ágilmente de un risco a otro sin problemas. Viven en cotas de montaña de entre 1600 y 3200 metros de altura sobre el nivel del mar, descendiendo en los meses más duros del invierno y volviendo a ascender en verano.

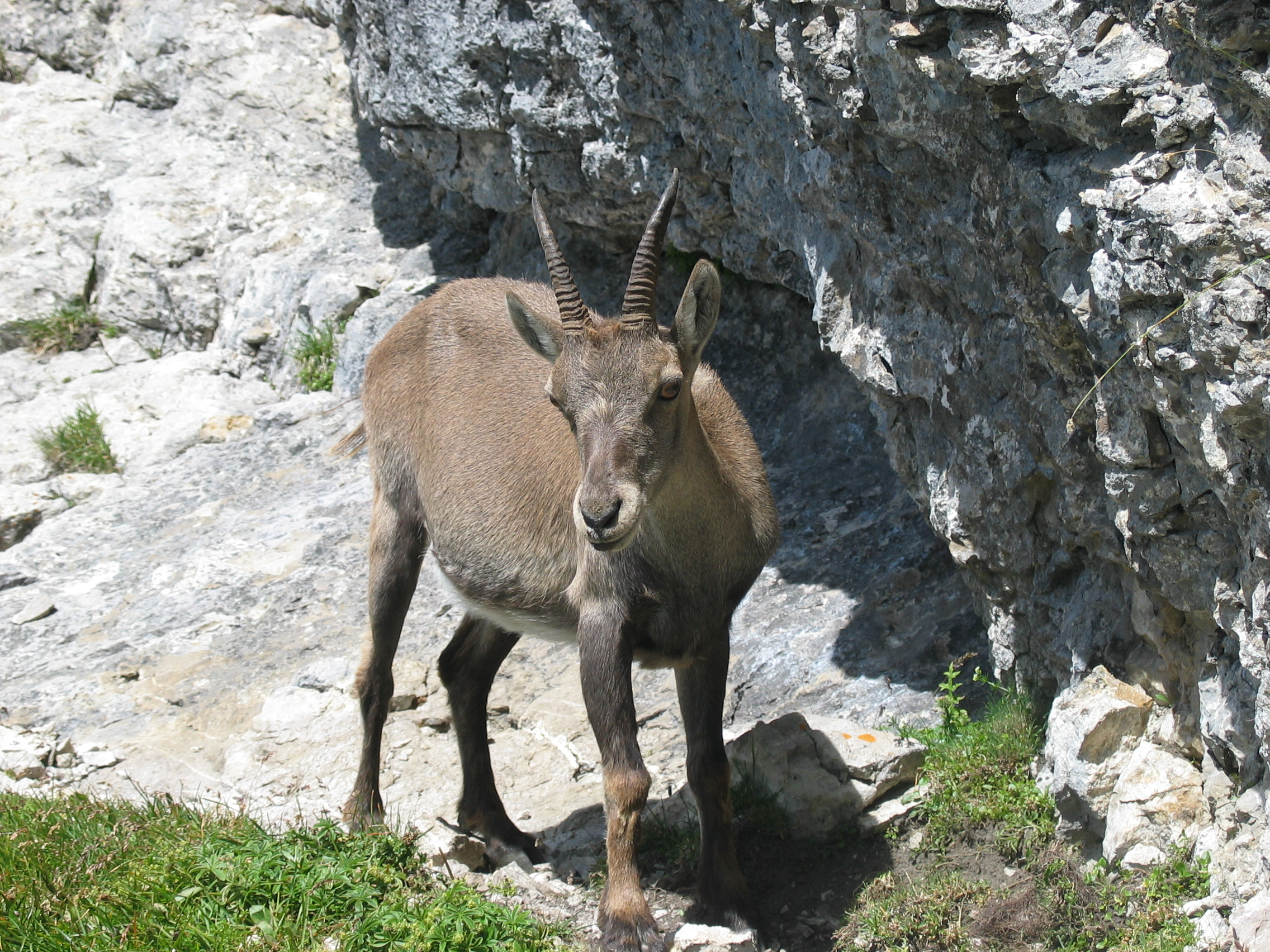
Hembra de íbice en los Alpes franceses.

Los machos se unen a las manadas de hembras y jóvenes (de 10 a 20 individuos) durante el otoño y pasan en ellas el invierno y los primeros días de primavera. Durante el verano llevan una vida solitaria o permanecen en grupos menores exclusivamente masculinos, donde la jerarquía viene impuesta por la fuerza y la edad. A menudo se producen combates usando la cornamenta como arma, tanto por el derecho a reproducirse como por la posición entre los otros machos de la manada. Desde la extinción del lobo en su área de distribución, los adultos carecen de depredadores naturales y sólo las crías pequeñas son atacadas a veces por zorros, águilas y osos.
Éstas nacen tras 170 días de gestación y son normalmente una por parto, dos en raras ocasiones. Las crías son muy precoces, capaces de correr junto a su madre a las pocas horas y de saltar al día de nacer. Las hembras ya son adultas al año de edad, mientras que los machos lo son a los dos años. La esperanza de vida en libertad es de 10 a 14 años. La especie no está amenazada de extinción en la actualidad, aunque está protegida en varios lugares y su caza regulada con el fin de que la población de íbices no se resienta en exceso.[cita requerida]

## Subespecies
- C. i. ibex - íbice de los Alpes
- C. i. nubiana - íbice nubio o de Nubia
- C. i. sibirica - íbice siberiano o del Himalaya
- C. i. wallie - íbice de Wallie

## Intrepid Ibex
El nombre de este animal ha sido utilizado para bautizar la versión 8.10 de Ubuntu, un sistema operativo tipo GNU/Linux, libre y de código abierto, basado en Debian GNU/Linux.